# سان انطونيو دي بادوا (مدينة)
سان انطونيو دي بادوا (بالإسبانية: San Antonio de Padua)‏ هي منطقة سكنية تقع في الأرجنتين في Merlo Partido. يقدر عدد سكانها بـ 37,775 نسمة وترتفع عن سطح البحر 20 متر.

## أعلام
- نيستور أورتيغوزا
- يميل أسد